# Andrei Bolocan
Andrei Bolocan (n. 17 iulie 1987, Chișinău, RSS Moldovenească, URSS) este un prezentator de televiziune moldovean și umorist stand-up.

## Biografie
A absolvit Liceul Mircea Eliade, după care a urmat cursuri la Academia de Studii Economice a Moldovei, o facultate de filozofie în Germania și încă o universitate în România, fără a absolvi vreo universitate. Și-a început cariera în radio, apoi din 2010 a continuat activitatea la televiziunea Jurnal TV. Este cunoscut datorită show-urilor de televiziune „Sare și Piper”, „Ministerul Adevărului”, dar și alte proiecte media. A mai prezentat și emisiunea „Deșteptarea”, tot la Jurnal TV.
În prezent este realizator, producător și prezentator al emisiunii „Lumina”, difuzate inițial doar pe internet, iar ulterior, din septembrie 2017, și pe canalul TV8. Din 2018, la același canal, prezintă, împreună cu Nata Albot, emisiunea „Internetu' Grăiește”.

## Viață personală
Este căsătorit cu Nata Albot, împreună cu care are patru copii.